# Milhan (huyện)
Huyện Milhan là một huyện thuộc tỉnh Al Mahwit, Yemen. Đến thời điểm năm 2003, huyện này có dân số 89224 người